# 49 Pales
49 Pales este un asteroid de tip C din centura de asteroizi. A fost descoperit de Hermann Goldschmidt la 19 septembrie 1857. Este numit după Pales, zeul păstorilor, al turmelor și al animalelor din mitologia romană.
Pales a fost studiat prin radar.